# Lasianthus leocarpus
Lasianthus leocarpus là một loài thực vật có hoa trong họ Thiến thảo. Loài này được (K. Schum. & Lauterb.) M.G. Gangop. & Chakrab. mô tả khoa học đầu tiên năm 1992.